# 甘南備高直
甘南備 高直（かんなび の たかなお）は、平安時代初期の貴族。初名は高継。武蔵介・甘南備清野の三男。官位は従四位下・摂津守。

## 経歴
若くして文章生に補せられ、延暦23年（804年）少内記に任ぜられる。平城朝では大宰少監兼西海道観察使判官、嵯峨朝の初期には近衛将監を経て、弘仁6年（815年）従六位上から三階昇進して従五位下に叙爵。
のち、陸奥介・上野介と地方官を歴任する。淳和朝の天長3年（826年）常陸守に任ぜられるが、地方監察官の監査に伴い、前任の国守であった佐伯清岑の罪に縁座して国司の任務を停止された。しかし、下僚や民衆は高直の徳化に感じ、競って国庫の損害を補填するのに必要な経費を供出した。さらに嵯峨上皇までもが情けをかけ、荘園の収益から都合を付けて高直の必要分に充当したという。なおこれ以降、常陸国は親王任国となり、同年に賀陽親王が常陸太守に任ぜられたことから、高直が臣下で最後の常陸守となっている。天長6年（829年）摂津守に任ぜられるが、天長7年（830年）から天長9年（832年）にかけて4回に亘って摂津国で勅旨田の設置が行われており、これを常陸守在任時の嵯峨上皇の援助に対する謝礼とする可能性が指摘されている。
天長10年（833年）3月仁明天皇の即位に伴い正五位下、同年11月に従四位下と続けて昇叙される。また、時期は明らかでないがこの頃高継から高直に改名する。翌承和元年（834年）母親が死去すると、悲しみに暮れてほとんど死んだも同然の状態となり、承和3年（836年）4月18日卒去。享年62。最終官位は散位従四位下。

## 人物
身長が6尺2寸（約188cm）の長身であった。文筆に優れ、琴や書も巧みであったという。

## 官歴
『六国史』による。
- 時期不詳：文章生
- 延暦23年（804年） 日付不詳：少内記
- 大同元年（806年） 日付不詳：大宰少監。兼西海道観察使判官
- 弘仁年間：左右近衛将監。従六位上
- 弘仁6年（815年） 正月7日：従五位下（越階）。正月10日：陸奥介
- 時期不詳：従五位上。上野介
- 天長3年（826年） 日付不詳：常陸守
- 天長6年（829年） 日付不詳：摂津守
- 天長10年（833年） 3月6日：正五位下。11月18日：従四位下
- 時期不詳：高継から高直に改名
- 承和3年（836年） 4月18日：卒去（散位従四位下）

## 系譜
- 父：甘南備清野[1]
- 母：不詳